# Jawornica (Lewin Kłodzki)
Jawornica (deutsch: Jauernig; tschechisch Javornice bzw. Javorník) ist ein Ort in der Landgemeinde Lewin Kłodzki im Powiat Kłodzki in der Woiwodschaft Niederschlesien in Polen. Es liegt vier Kilometer westlich von Duszniki-Zdrój (Bad Reinerz).

## Geographie
Jawornica liegt westlich des Glatzer Kessels. Nachbarorte sind Zielone Ludowe (Hummelwitz) im Norden, Duszniki-Zdrój im Nordosten, Wapienniki (Hordis) im Osten, Kozia Hala (Ziegenhaus) im Südosten, Zimne Wody (Kaltwasser) im Süden, Jerzykowice Małe (Kleingeorgsdorf) im Südwesten und Witów (Nerbotin) im Nordwesten.

## Geschichte
Jauernig gehörte ursprünglich zur böhmischen Herrschaft Nachod und wurde erstmals 1477 erwähnt. Damals gliederte Herzog Heinrich d. Ä., dem seit 1472 die Herrschaften Nachod und Hummel sowie die Grafschaft Glatz gehörten, das gesamte Kirchspiel der Lewiner Pfarrkirche St. Michael, zu dem Jauernig gehörte, in die Herrschaft Hummel und diese im selben Jahr in seine Grafschaft Glatz ein. 1561 erwarb der böhmische Landesherr die Herrschaft Hummel. Auch nach deren Auflösung 1595 blieben die zugehörigen Ortschaften im Besitz der Böhmischen Kammer. 1684 verkaufte die Böhmische Kammer Jauernig dem Besitzer der Herrschaft Rückers, Johann Isaias von Hartig.
Nach dem Ersten Schlesischen Krieg 1742 und endgültig nach dem Hubertusburger Frieden 1763 kam Jauernig zusammen mit der Grafschaft Glatz an Preußen. 1793 bestand Jauernig aus 27 Häusern, in denen 167 Menschen lebten. Nach der Neugliederung Preußens gehörte es seit 1815 zur Provinz Schlesien und war 1816–1945 dem Landkreis Glatz eingegliedert. Es bildete eine eigene Landgemeinde und gehörte zum Amtsbezirk Tassau. 1939 wurden 165 Einwohner gezählt.
Als Folge des Zweiten Weltkriegs fiel Jauernig 1945 wie fast ganz Schlesien an Polen und wurde in Jawornica umbenannt. Die deutsche Bevölkerung wurde vertrieben. Die neu angesiedelten Bewohner waren zum Teil Heimatvertriebene aus Ostpolen, das an die Sowjetunion gefallen war. 1975–1998 gehörte Jawornica zur Woiwodschaft Wałbrzych (Waldenburg).